# Rafael Peralta
Pour les articles homonymes, voir Peralta.
Rafael Peralta Pineda plus connu comme « Rafael Peralta », né à  La Puebla del Río (province de Séville, Espagne) le 4 juin 1933 et mort le 4 juillet 2025 à Séville, est un rejoneador espagnol.

## Biographie
Rafael Peralta est le frère d'Ángel Peralta.

### Carrière
Le 30 mai 1959, Rafael Peralta se présente à Madrid face à un taureau de Jesús Sánchez Cobaleda, dans une corrida mixte à laquelle participent également les matadors Julio Aparicio Martínez (père de Julio Aparicio Díaz), Manolo Vázquez et César Girón.
En 1966, son cheval « Tamborel » est encorné dans les arènes de la Real Maestranza de Caballería de Séville. Très affecté, il ne réapparaîtra qu'en 1970 pour le cartel des « Cavaliers de l'apothéose », et il termine sa saison avec quatre-vingt-deux corridas. Dix ans plus tard, il compte encore à son palmarès plus de soixante corridas.
Le 15 mai 1980, il fait avec son frère Ángel Peralta un mano a mano d'anthologie à Carmona, face à du bétail de Samuel Lupi. Il coupe deux oreilles et la queue.
Le 3 mai 1987, il fête ses trente ans de rejoneador en compagnie de son frère Ángel, des rejoneadors Luis Valdenebro, Javier Buendía, João Moura, et Antonio Ignacio Vargas.
À partir de 1995, il participe encore à une vingtaine de corridas, mais aussi à des émissions de télévision.